# 艾森斯坦判別法
艾森斯坦判別法(Eisenstein's criterion)是代數學中的一個定理，其名稱由來為德國數學家費迪南·艾森斯坦，此定理給出了判定整係數多項式不能分解為整係數多項式乘積的充分條件。由高斯引理，這判別法也是多項式在有理數域不可約的充分條件。
艾森斯坦判別法是說：給出下面的整係數多項式
{\displaystyle f(x)=a_{n}x^{n}+a_{n-1}x^{n-1}+\ldots +a_{1}x+a_{0}}
如果存在質數p，使得
- p不整除an ，但整除其他所有ai ；
- p2不整除a0 ；

那麼f(x)是不可約多項式。

## 例子
給定多項式g(x) = 3x4 + 15x2 + 10，試確定它能否分解為有理係數多項式之積。
試用艾森斯坦判別法。素數2和3都不適合，考慮素數p = 5。5整除x的係數15和常數項10，但不整除首項3。而且52 = 25不整除10。所以g(x)在有理數域不可約。
有時候不能直接用判別法，或者可以代入y = x + a後再使用。
例如考慮h(x) = x2 + x + 2。這多項式不能直接用判別法，因為沒有素數整除x的係數1。但把h(x)代入為h(x + 3) = x2 + 7x + 14，可立刻看出素數7整除x的係數和常數項，但72 = 49不整除常數項。所以有時通過代入便可以用到判別法。
艾森斯坦判別法得出的一個著名結果如下：
對素數p，p階分圓多項式
{\displaystyle {\frac {x^{p}-1}{x-1}}=x^{p-1}+x^{p-2}+\cdots +x+1}
在有理數域不可約。
要使用艾森斯坦判別法，先作代換x = y + 1。新的常數項是p，除首項是1外，其他項的係數是二項式係數{\displaystyle {p \choose k}={\frac {p!}{k!(p-k)!}}}，k大於0，所以可以被p除盡。

## 初等證明
對多項式f(x)取模p，也就是把它的係數映射到有限體{\displaystyle \mathbb {Z} /p\mathbb {Z} }上。這樣它便化為{\displaystyle c\,x^{n}}，其中c為非零常數。因為在體上的多項式有唯一分解，f模p時會分解為單項式。
如果f是在有理數上可約的，那麼會有多項式g, h使得f = g h。從上可知g和h取模p分別為{\displaystyle d\,x^{k}}和{\displaystyle e\,x^{n-k}}，滿足c = d e。因為g和h模p的常數項為零，這表示g和h的常數項均可被p整除，所以f的常數項a0可以被p2整除，與f係數的假設矛盾。因此得證。

## 更进一步的解释
依据牛顿图的理论在其p进制数域，我们考虑一系列点的下凸集。
(0,1), (1, v1), (2, v2), ..., (n − 1, vn-1), (n,0),
其中vi是ai关于p的最高次幂。对于一个艾森斯坦多项式，对0 < i < n,vi至少为1，v0 =1 vn
=0，固而它的牛顿图即点列的下凸集应当是一条从(0,1) to (n,0)的线段，其斜率为−1/n。